# مری زن می‌خواد
مری زن می‌خواد یا موری زن می‌خواد، یک فیلم مستند نیمه‌بلند به کارگردانی بکتاش آبتین و محصول سال ۱۳۸۹ است که توانست به جشنواره‌های خارجی نظیر گوتنبرگ سوئد، روتردام هلند و بوستون راه پیدا کند. این فیلم مستند به مشکلات جنسی و مسئلهٔ ازدواج یک سرایدار میان‌سال می‌پرداخت و کارگردان بخش‌هایی از آن را به علت خاص بودن محتوا و فضای سنتی اصفهان که باعث عدم همکاری مردم می‌شد با کمک ۴۰ بازیگر بازسازی کرد، هرچند بازیگران نقش اصلی و نقش‌های کلیدی افراد حقیقی بودند.

## داستان
«مری زن می‌خواد» به زندگی کارگری به نام «مرتضی محمودزاده» می‌پردازد که خانه‌های مردم را تمیز می‌کند، همهٔ کارفرمایانش هوایش را دارند و یکی از آنها می‌خواهد او را که در دو ازدواج قبلی‌اش هم ناموفق بوده‌است، برای ازدواج کمک کند.

## نقد و نظر
لی یونگ چول، منتقد و فیلمنامه‌نویس، این فیلم را نسخه‌ای شهری از «زیر درختان زیتون» عباس کیارستمی قلمداد می‌کند، هرچند آن را فاقد پایان شاد و گرم آن فیلم قلمداد می‌کند.
آبتین دربارهٔ محتوای حساسیت‌برانگیز این فیلم می‌گوید که «مشکلات جنسی، بخش مهمی از معضلات جوامع را شکل می‌دهند و من در این فیلم می‌خواستم مشکلات بخشی از جامعه در این باره را به نمایش بگذارم.»